# ビスカッチャ
ビスカーチャ（学名：Lagostomus maximus）は、齧歯目チンチラ科ビスカーチャ属に分類される齧歯類。現生種では本種のみでビスカーチャ属を構成する（単型）。別名ビスカッチャ。

## 分布
アルゼンチン北部、パラグアイ南部および西部、ボリビア南東部

## 形態
全長53 - 73.5センチメートル。尾長13.5 - 17.5センチメートル。体重オス7 - 9キログラム、メス3.5 - 4.5キログラム。背面は灰色。顔に黒と白の縞模様が入る。成体の体長は53～65cm。尾はやや長め、形は柴犬のように巻き尾の形になっている。体重4～8kg。外見上、大きな耳を持っているのでウサギの仲間と思われがちだが、ネズミの仲間とされている（齧歯目チンチラ科、テンジクネズミ科の説もあり）。指の数は、前足が4本、後ろ足が3本であり、これはモルモットなどと同様である。夜間の気温は-15℃以下にもなるため、発達した毛皮を持っている。

## 分類
- ビスカーチャ属 Lagostomus

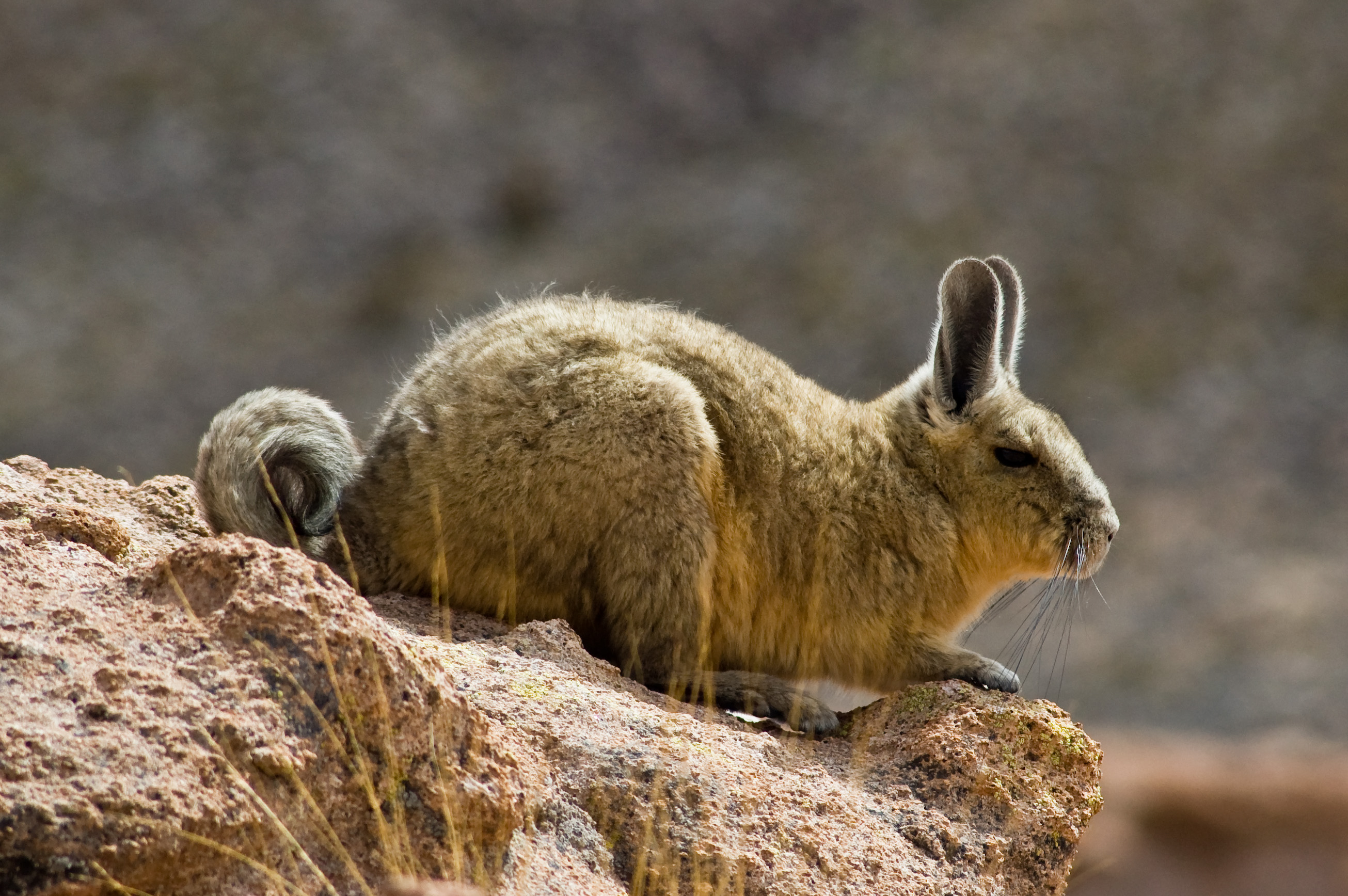
チリヤマビスカーチャ (Lagidium viscacia)

  - ビスカーチャ L. maximus Plains Viscacha
- ヤマビスカーチャ属 Lagidium
  - ヤマビスカーチャ L. peruanum Northern Viscacha
  - チリヤマビスカーチャ L. viscacia Southern Viscacha or Mountain viscacha
  - オオヤマビスカーチャ L. wolffsohni Wolffsohn's Viscacha

以下の分類はJackson et al.(1996)・MSW3(Woods & Kilpatrick,2005)に従う。
- Lagostomus maximus maximus (Desmarest, 1817)
- Lagostomus maximus inmollis Thomas, 1910
- Lagostomus maximus petilidens Hollister, 1914

## 生態
パンパスや低木林などに生息する。夜行性。十数頭から数十頭の群れで暮らし、地下に掘った共同の巣穴で暮らす。巣穴の入り口には石や草・骨・糞などを積み上げる。
朝日が昇りはじめると、日光が当たるところにじっと座り込み、自らの身体を温める。このような習性は、爬虫類に多く見られるが、哺乳類でもワオキツネザルなどに見られる。オオミミマウスと生活圏を共にしていることもあり、オオミミマウスと並んで日光浴していることもある。山岳地帯などの高地で暮らしている。酸素が薄いために気温が保たれず、時には塩湖ですら凍り付くほど気温が下がるなど、生活環境はかなり過酷である。厚い毛皮を持ち、毛皮で寒さをしのいでいるために、毛繕いは欠かさない。厚い毛皮と多い赤血球で低酸素や寒さに耐えている。酸素濃度が薄いことから、体力を無駄に消耗しないようにするため、普段はほとんど動くことはない。落石以外はほとんど動かないとも言われるが、外敵を見かけると岩の上を素早く飛び回り、巣穴に逃げ込む。草についた霜が溶け始めると食物をさがし始める。基本的に草食性であり、草や草の種子などを食す。乾燥地には草があまりなく、採餌は楽ではない。生きるために必要な水分は食物からとる。生息域は岩場が主であり、マチュピチュ遺跡などにも生息することから、観光客の目に触れることも多い。幼体は母親の背中に乗ることもある。天敵はアンデスネコやキツネ、ピューマなどの食肉目やワシなどの猛禽類、ヒトなどである。ただし、酸素濃度が薄いために捕食者も追跡に体力を大きく消耗することから、深追いされることはあまりない。捕食者はピューマ・ボアコンストリクターが挙げられる。幼獣の捕食者はパンパスギツネ・グリソンが挙げられ、これらは本種の巣穴も利用する。メスがジョフロワネコに追跡された報告例もあり、カニクイイヌにも捕食されている可能性がある。
1回に2匹の幼獣を産む。寿命は7 - 8年と推定されている。

## 人間との関わり
分布域が広く生息数も多いと考えられているため、絶滅の危険性は低いと考えられている。家畜との競合により影響を受けている可能性もある。
現地では狩猟の対象である。主に食用にされており、毛皮をとる対象でもある。毛皮は頻繁に生え変わるため商品価値は同生息域のビクーニャなどに比べると低い。